# Stasys Jakeliūnas
Stasys Jakeliūnas (ur. 2 października 1958 w Karagandzie) – litewski polityk, psycholog i ekonomista, poseł na Sejm Republiki Litewskiej, deputowany do Parlamentu Europejskiego IX kadencji.

## Życiorys
Urodził się w Kazachstanie w rodzinie zesłańców politycznych, która przyjechała na Litwę w 1966. Od 1976 studiował w Instytucie Politechnicznym w Kownie, jednak w 1980 został wcielony do Armii Radzieckiej. W 1982, po odbyciu służby wojskowej, podjął studia z zakresu psychologii na Uniwersytecie Wileńskim, które ukończył w 1987. Pracował jako psycholog, zajmował się też badaniami socjologicznymi. W 1993 uzyskał stypendium od rządu Stanów Zjednoczonych, studiował w jego ramach na Michigan State University, na którym w 1995 został absolwentem finansów i zarządzania przedsiębiorstwem. W latach 1995–2005 pracował w przedsiębiorstwie ubezpieczeniowym Lietuvos draudimas, dochodząc do stanowiska członka zarządu.
Podjął następnie działalność jako niezależny analityk i doradca finansowy. Zajął się również publicystyką ekonomiczną, w latach 2009–2010 w telewizji BTV prowadził program Svarbus pokalbis o tematyce gospodarczej. W 2010 wydał książkę Lietuvos krizės anatomija poświęconą kryzysowi finansowemu na Litwie. W 2012 socjaldemokratyczny premier Algirdas Butkevičius powołał go na swojego doradcą do spraw finansowych. Od 2013 Stasys Jakeliūnas kierował grupą do spraw reformy systemu podatkowego. Zrezygnował z funkcji doradczych w grudniu 2014.
W 2016 dołączył do Litewskiego Związku Zielonych i Rolników. W wyborach w 2016 z ramienia tego ugrupowania uzyskał mandat posła na Sejm Republiki Litewskiej.
W 2019 uzyskał mandat posła do Parlamentu Europejskiego IX kadencji, gdy z możliwości jego objęcia wkrótce po wyborze zrezygnował Šarūnas Marčiulionis. Pod koniec kadencji związał się z Litewską Partią Regionów.